# Абиджан
Абиджан (на френски: Abidjan) е най-големият град в Кот д'Ивоар, административен център на регион Лагюн в югоизточната част на страната. От 1934 до 1983 година е столица на Кот д'Ивоар. Населението му е около 5 616 633 души (2021).

## География
Абиджан е разположен в югоизточната част на Кот д'Ивоар, на брега на Гвинейския залив на Атлантическия океан и около лагуната Ебрие, която го разделя на две големи части – Северен и Южен Абиджан.
Климатът в Абиджан е тропичен саванен (Aw по Кьопен), с дълъг дъждовен сезон от май до юли, къс дъждовен сезон през септември-ноември и два сухи сезона, в които също се наблюдават известни валежи. През дъждовните сезони може да вали без прекъсване с дни или много интензивно в продължение на час и повече. Общото годишно количество на валежите е около 2000 mm, а месечното варира между 20 mm през януари и 500 mm през юни. Градът има висока влажност през цялата година, обикновено над 80%. Температурите са относително постоянни, около 27 °C. Най-високата температура е измерена на 27 февруари 1999 година – 43 °C, а най-ниската – на 11 септември 2000 година – 15 °C.
| Абиджан, Кот д'Ивоар | Абиджан, Кот д'Ивоар | Абиджан, Кот д'Ивоар | Абиджан, Кот д'Ивоар | Абиджан, Кот д'Ивоар | Абиджан, Кот д'Ивоар | Абиджан, Кот д'Ивоар | Абиджан, Кот д'Ивоар | Абиджан, Кот д'Ивоар | Абиджан, Кот д'Ивоар | Абиджан, Кот д'Ивоар | Абиджан, Кот д'Ивоар | Абиджан, Кот д'Ивоар | Абиджан, Кот д'Ивоар |
| Месеци | яну.                 | фев.                 | март                 | апр.                 | май                  | юни                  | юли                  | авг.                 | сеп.                 | окт.                 | ное.                 | дек.                 | Годишно              |
| Абсолютни максимални температури (°C) | 40                   | 43                   | 41                   | 38                   | 39                   | 39                   | 34                   | 32                   | 35                   | 42                   | 39                   | 39                   |                      |
| Средни максимални температури (°C) | 31,1                 | 31,7                 | 31,8                 | 31,7                 | 31,0                 | 29,2                 | 28,0                 | 27,5                 | 28,1                 | 29,7                 | 31,1                 | 31,0                 |                      |
| Средни температури (°C) | 26,9                 | 27,9                 | 28,1                 | 28,2                 | 27,7                 | 26,5                 | 25,1                 | 24,5                 | 25,6                 | 26,5                 | 27,5                 | 27,4                 |                      |
| Средни минимални температури (°C) | 23,9                 | 25,0                 | 25,2                 | 25,1                 | 24,8                 | 24,1                 | 23,2                 | 22,5                 | 22,8                 | 24,0                 | 24,7                 | 24,3                 |                      |
| Абсолютни минимални температури (°C) | 18                   | 19                   | 18                   | 18                   | 18                   | 17                   | 18                   | 17                   | 15                   | 18                   | 19                   | 19                   |                      |
| Средни месечни валежи (mm) | 16,3                 | 48,9                 | 106,7                | 141,3                | 293,5                | 651,8                | 205,7                | 36,8                 | 80,5                 | 137,7                | 143,3                | 75,1                 |                      |
| --- | -------------------- | -------------------- | -------------------- | -------------------- | -------------------- | -------------------- | -------------------- | -------------------- | -------------------- | -------------------- | -------------------- | -------------------- | -------------------- |
| Източник: Climate Charts (altitude: 8 m) Voodoo Skies за рекордните температури, World Climate Guide за дъждовните дни Hong Kong Observatory за слънчевите дни, Climatemps.com за влажността |                      |                      |                      |                      |                      |                      |                      |                      |                      |                      |                      |                      |                      |

## История
Абиджан е основан през 1898 година като малко крайбрежно селище. Бързо се разраства след 1950 година, когато новопостроен канал свързва лагуната с океана и пристанището става достъпно за дълбоководни кораби, и през следващите години се превръща във финансовия център на Западна Африка.

## Управление
Абиджан се разделя на 10 градски общини:
- Северен Абиджан
  - Абобо – евтин жилищен район
  - Аджаме – най-старата част на града с важен търговски квартал и градската автогара
  - Йопугон – общината с най-голямо население, разположена частично и в Южен Абиджан и включваща жилищни и промишлени зони
  - Плато – главният административен, търговски и финансов център на страната, със сградите на Президентството и Националното събрание
  - Атекубе – основната част от общината е част от националния парк Банко
  - Кокоди – луксозен жилищен район с резиденцията на президента, няколко университета и множество чужди посолства
- Южен Абиджан
  - Кумаси – включва голяма промишлена зона
  - Маркори – предимно жилищна с няколко луксозни квартала
  - Пор Буе – активна промишлена зона на океанския бряг
  - Трешвил – активен търговски район с главното пристанище на града и голям пазар

## Икономика
Развитите индустрии в града са хранителната промишленост, автомобилостроенето и производството на текстил, химикали и сапун.

## Инфраструктура
Начална жп гара е на линията Абиджан-Уагадугу. Има аерогара на 16 km край града. Абиджан е важно пристанище. Край Абиджан има електрическа централа, използваща разликата в температурите между повърхностните и дълбоките води на океана.

## Известни личности
Родени в Абиджан
- Йохан Джуру (р. 1987), футболист
- Дидие Дрогба (р. 1979), футболист
- Еманюел Ебуе (р. 1983), футболист
- Дидие Зокора (р. 1980), футболист
- Бакари Коне (р. 1981), футболист
- Яя Туре (р. 1983), футболист
- Коло Туре (р. 1981), футболист
- Ласина Траоре – футболист